# Heinrich Grünfeld
Heinrich Grünfeld (Prag, 21. travnja 1855. – Berlin, 26. kolovoza 1931.) bio je češko-austrijski violončelist, brat austrijskog pijanista i skladatelja Alfreda Grünfelda.

## Životopis
Rođen je u Pragu 21. travnja 1855., kao četvrto od desetero djece židovskog trgovca Mosesa Grünfelda (rođen 1817. u Kölnu na Labi) i njegove supruge Regine (rođena 1826.). Svoje glazbeno obrazovanje započeo je na Praškom konzervatoriju. Od 1873. do 1875. bio je solist u opernoj kući u Beču. 1876. odlazi u Berlin na osam godina obrazovanja i usavršavanja na glazbenoj akademiji  Neue Akademie der Tonkunst. Svoje prve godine obrazovanja (1876./77.) bio je i solist u akademskom orkestru.
U suradnji s Xaverom Scharwenkom i Gustavom Hollaenderom osnovao je sastav Trio soirées, koji je postao vrlo popularan. Trio je imao brojne kon+ncerte i izvan Njemačke, pa je tako gostovao u Rusiji, Italiji, Francuskoj, Austro Ugarskoj i Velikoj Britaniji. 1886. godine imenovan je glavnim violonćelistom kralja Williama od Prusije, a od 1904. i kraljevskim profesorom. Od 1915. do 1920. surađivao je i s  Émileom Sauretom, francuskim violončelistom i glazbenim pedagogom. Tijekom sljedećih devet godina (do 1924.) surađivao je i s Maxom von Pauerom i Floriánom Zajícom. U pjevačkoj akademiji u Berlinu održavao je koncerte (ne s uvijek istim glazbenicima) tijekom gotovo pedeset godina, sve do 1930. godine kada se povukao iz aktivnog glazbenog života.
Bio je u braku s Adelheidom Andree (rođ. 1870.) od 1910. do svoje smrti 26. kolovoza 1931. u Berlinu, gdje je pokopan na groblju Wilmersdorf. Njegov grob danas više ne postoji. Iako je bio Židov, on i njegov brat Alfred bili su pripadnici masnoske lože.

## Vanjske poveznice
- Heinrich Grünfeld u Austrijskom biografskom leksikonu 1815. – 1950., Vol.2, Beč, 1959., str. 90